# Vochysia garcia-barrigae
Vochysia garcia-barrigae är en tvåhjärtbladig växtart som beskrevs av Marcano-berti. Vochysia garcia-barrigae ingår i släktet Vochysia och familjen Vochysiaceae. Inga underarter finns listade i Catalogue of Life.